# 鰻鬍鯰
鰻鬍鯰，為輻鰭魚綱鯰形目塘虱魚科的其中一種，分布於非洲的北部及西部的淡水流域，本魚頭部橢圓，吻圓，眼位於頭上部。胸鰭強壯略成彎曲，其外緣有鋸齒狀，體為棕色或紅褐色，具大理石花紋，腹部和成對的鰭腹部分為白色，背鰭軟條60-82枚;臀鰭軟條42-61枚，體長可達1公尺，棲息在水底，遇乾旱時，會躲藏於泥中，屬雜食性，以魚類、甲殼類、矽藻及軟體動物等為食，可做為食用魚及養殖魚類。

## 扩展阅读
維基物種上的相關：鰻鬍鯰